# I diari della famiglia Dracula
I diari della famiglia Dracula sono una trilogia di romanzi della scrittrice statunitense Jeanne Kalogridis, scritti tra il 1994 e il 1996. I romanzi parlano della storia della discendenza di Dracula, intesa sia come stirpe familiare della dinastia Tsepesh che come stirpe maledetta legata al nome Dracul.

## Romanzi
- Il patto con il vampiro (Covenant with the Vampire, 1995)
- I figli del vampiro (Children of the Vampire, 1996)
- Il signore dei vampiri (Lord of the Vampires, 1997)

Come per molte serie letterarie, essi sono stati stampati anche in un unico volume, intitolato I diari della famiglia Dracula.
Il primo romanzo vede la storia dal punto di vista prevalente di Arkady, del quale Vlad è pro-zio. Il susseguirsi di varie vicende porta a precisi sviluppi narrativi come la trasformazione in vampiro di vari personaggi, la forte presenza di rivelazioni legate in certi casi a cospirazioni e, successivamente, all'inizio di una lotta che sarà combattuta per varie generazioni successive tra i protagonisti e gli antagonisti.
Nel corpus narrativo, l'autrice ha scelto di inserire noti personaggi del folklore balcanico legati al mito del vampirismo (come la contessa Elizabeth di Bathory) e ha inoltre assegnato a personaggi creati da Bram Stoker ruoli fondamentali e del tutto personalizzati. Ad esempio il personaggio di Arkady si rivela essere il padre di Stefan, personaggio che a sua volta, grazie ad alcuni eventi narrativi, si rivela essere il noto Abraham Van Helsing.
Le vicende prendono forma scritte sotto forma di diari dei vari personaggi. Tra questi quello dello stesso Conte Dracula, dove egli racconta la propria morte.
La trama riprende il noto romanzo Dracula di Bram Stoker e ha - tra gli altri scopi narrativi - quello di fare chiarezza su alcuni aspetti apparentemente lasciati incompiuti da Stoker, come le informazioni inerenti l'identità dei famosi personaggi femminili noti come "spose di Dracula" e il percorso di eventi che le ha portate a interagire con Vlad.
Caratteristica fondamentale della trilogia è il fatto che in questa particolare vicenda, differentemente dal Dracula di Bram Stoker, non è presente un singolo personaggio identificabile come antagonista (per quanto tale figura venga prevalentemente assegnata a Vlad), ma la narrazione conduce attraverso un percorso che porta a percepire il noto vampiro come una figura secondaria, a seguito dell'entrata in scena di personaggi palesemente e dichiaratamente più antichi e/o potenti di lui.

## Edizione italiana
L'edizione italiana è stata pubblicata dalla casa editrice Newton & Compton nel giugno 2001. La traduzione italiana è ad opera di Gianni Pilo.